# Georges Valmier
Georges Valmier est un peintre français né en 1885 et mort en 1937. Son œuvre traverse les grands courants modernes de l'histoire de la peinture, de ses débuts impressionnistes au cubisme qu'il découvre vers 25 ans, et enfin à l'abstraction à partir de 1921, qui fut comme une réponse finale à ses recherches. Il réalisera des décors et des costumes pour le théâtre et pour les ballets, des maquettes pour des tissus, des tapis, des objets. Ses huiles n'excèdent pas les 300, Valmier étant mort prématurément à l'âge de 52 ans ; elles sont l'aboutissement de nombreuses gouaches préparatoires dont les multiples versions sont de véritables œuvres en elles-mêmes, qui témoignent d'une grande maîtrise, de sa gourmandise de couleurs et de son extrême inventivité des formes. Valmier fut également musicien, il chantera Debussy, Ravel, Fauré ou Satie dans les plus grands concerts et dans les églises, et aura d'ailleurs une influence décisive sur la carrière d'André Jolivet.

## Vie
Georges Valmier naît à Angoulême le 11 avril 1885 ; il s'installe avec sa famille à Montmartre dès 1890, et il y est éduqué dans l'amour des arts, notamment de la musique et de la peinture.
De retour de son service militaire (1904-1905), il découvre l'œuvre de Cézanne lors de la rétrospective qui lui est consacrée en 1907 par le Salon d'Automne. Il entre à l'école des Beaux-Arts et y suit l'enseignement de Luc-Olivier Merson jusqu'en 1909. Il épouse Jeanne-Félicité Pessina en 1908 ; leur fille Marthe naît en 1912, elle deviendra en 1944 la mère de la comédienne Marie-Christine Barrault . Il est mobilisé en 1914, et affecté à Toul. Il y fait la connaissance d'Albert Gleizes.
De retour à Montmartre en 1918, il rencontre Léonce Rosenberg, qui rapidement le prend sous contrat et fera preuve à son égard d'une grande fidélité. Il lui organise une exposition personnelle en 1921 dans sa Galerie de L'Effort moderne. De 1924 à 1927, toujours poulain de Léonce Rosenberg, il publie régulièrement ses œuvres dans le Bulletin de L'Effort moderne dont il conçoit la couverture (40 livraisons). Léonce Rosenberg lui confie en 1928 la décoration de sa salle à manger de son appartement de la rue de Longchamp qui abrite ses collections.
Le début des années 1930 marquant son passage définitif à l'abstraction, Valmier est dès le début membre du comité directeur d‘Abstraction-Création, aux côtés de Jean Arp, d'Albert Gleizes, Jean Hélion, Kupka, Léon Tutundjian, et Vantongerloo; ainsi que du peintre Hongrois Alfred Reth avec lequel il travaille : Formes dans l'Espace sera le titre de certaines de leurs œuvres.
Il commence à travailler en 1936 à trois œuvres monumentales pour la décoration de la salle de cinéma du Palais des Chemins de Fer de l'Exposition Universelle de 1937.
Malade depuis 1932, Valmier meurt le 25 mars 1937, à Montmartre.

## Galerie

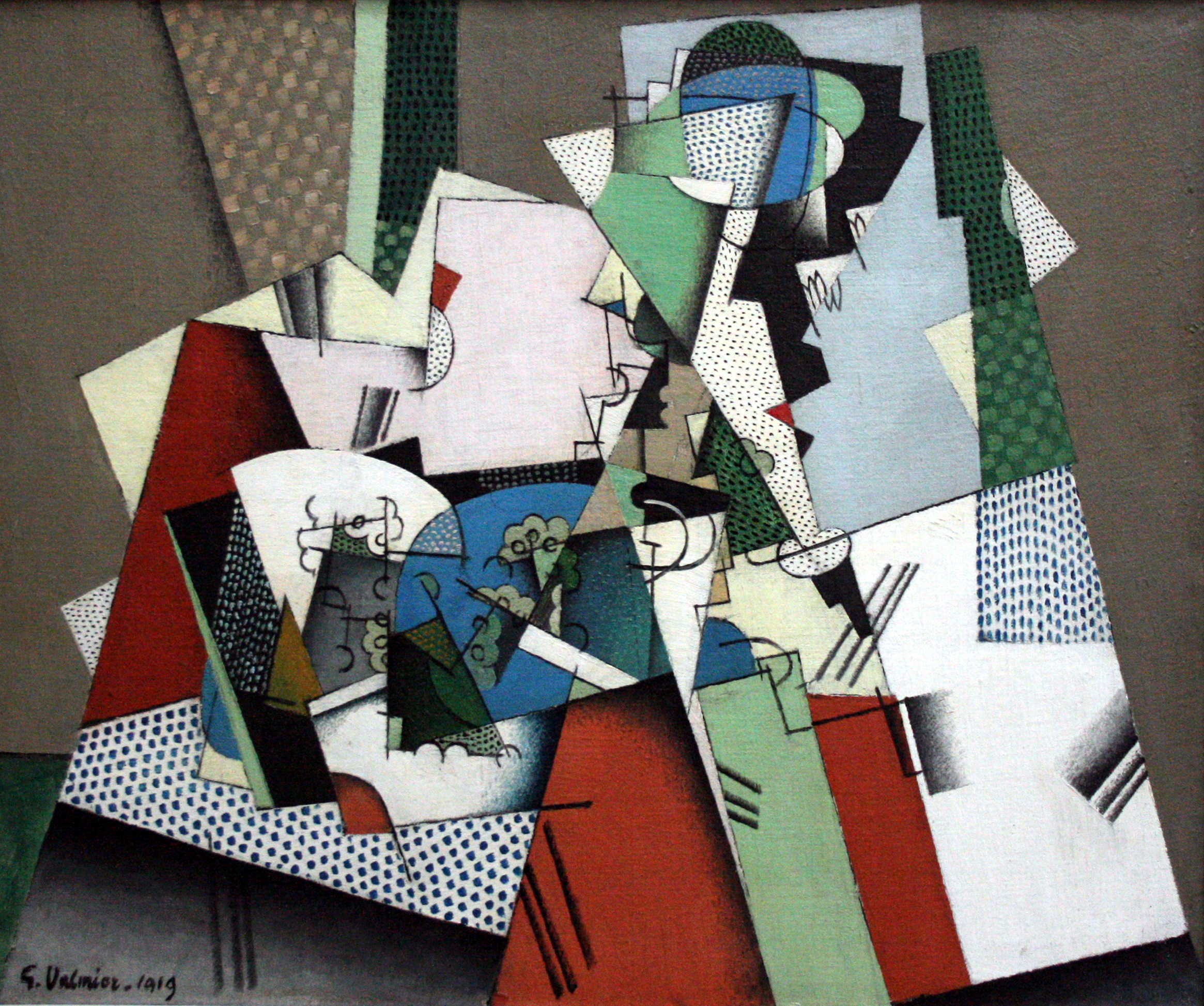
Nature morte géométrique I, 1919, Musée Kröller-Müller
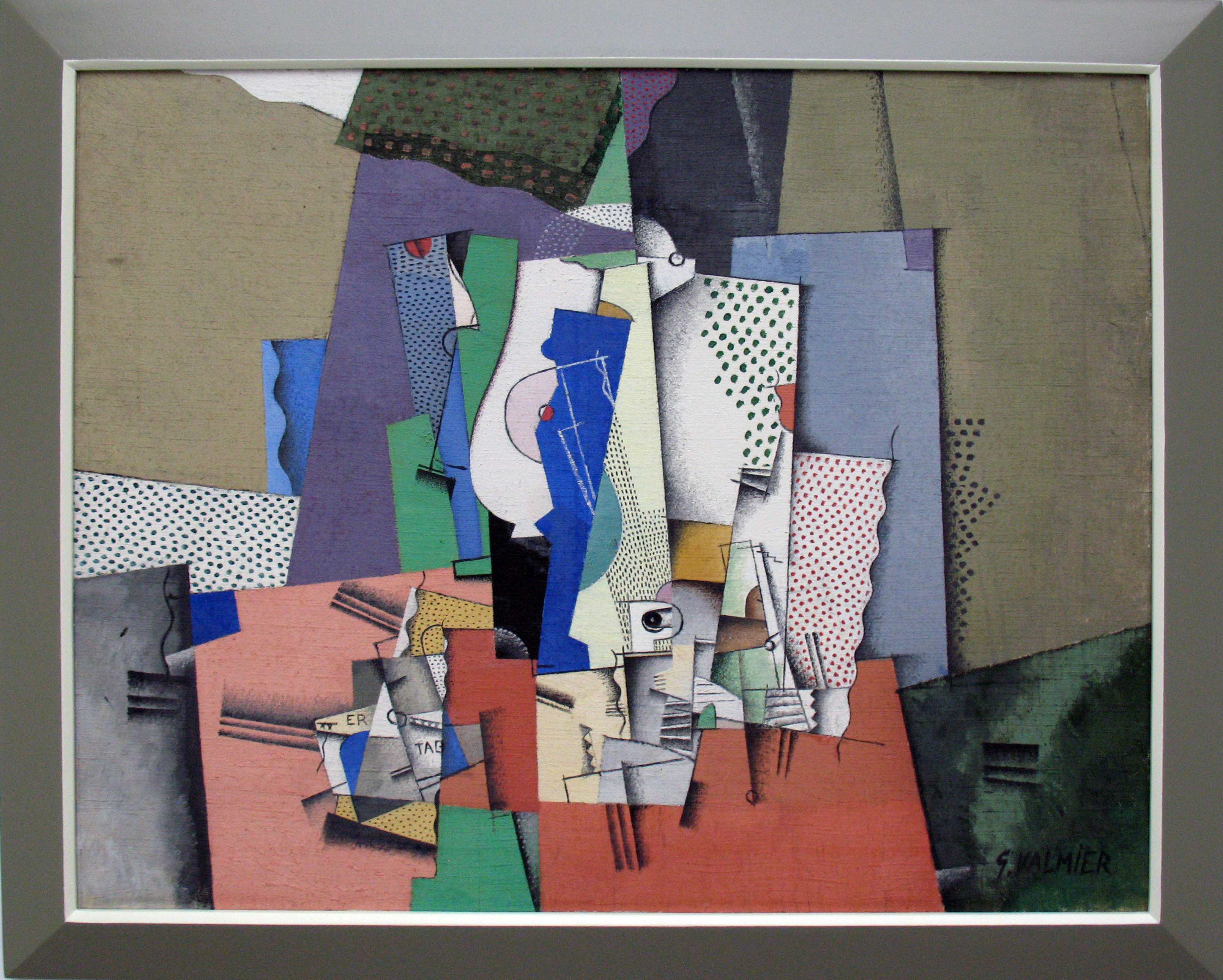
Nature morte géométrique II, 1920, Musée Kröller-Müller
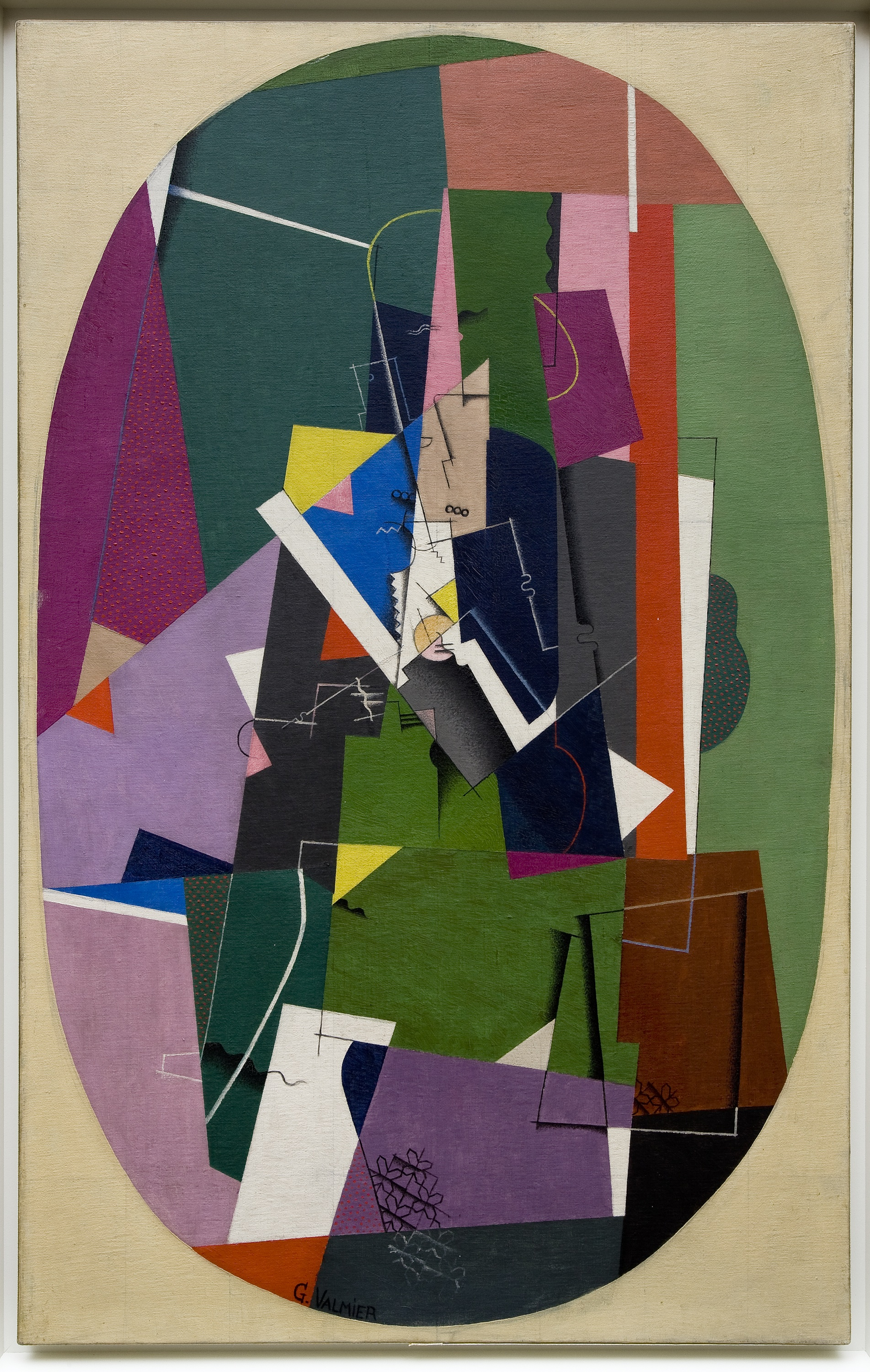
Fugue, ca 1920, Musée Solomon R. Guggenheim
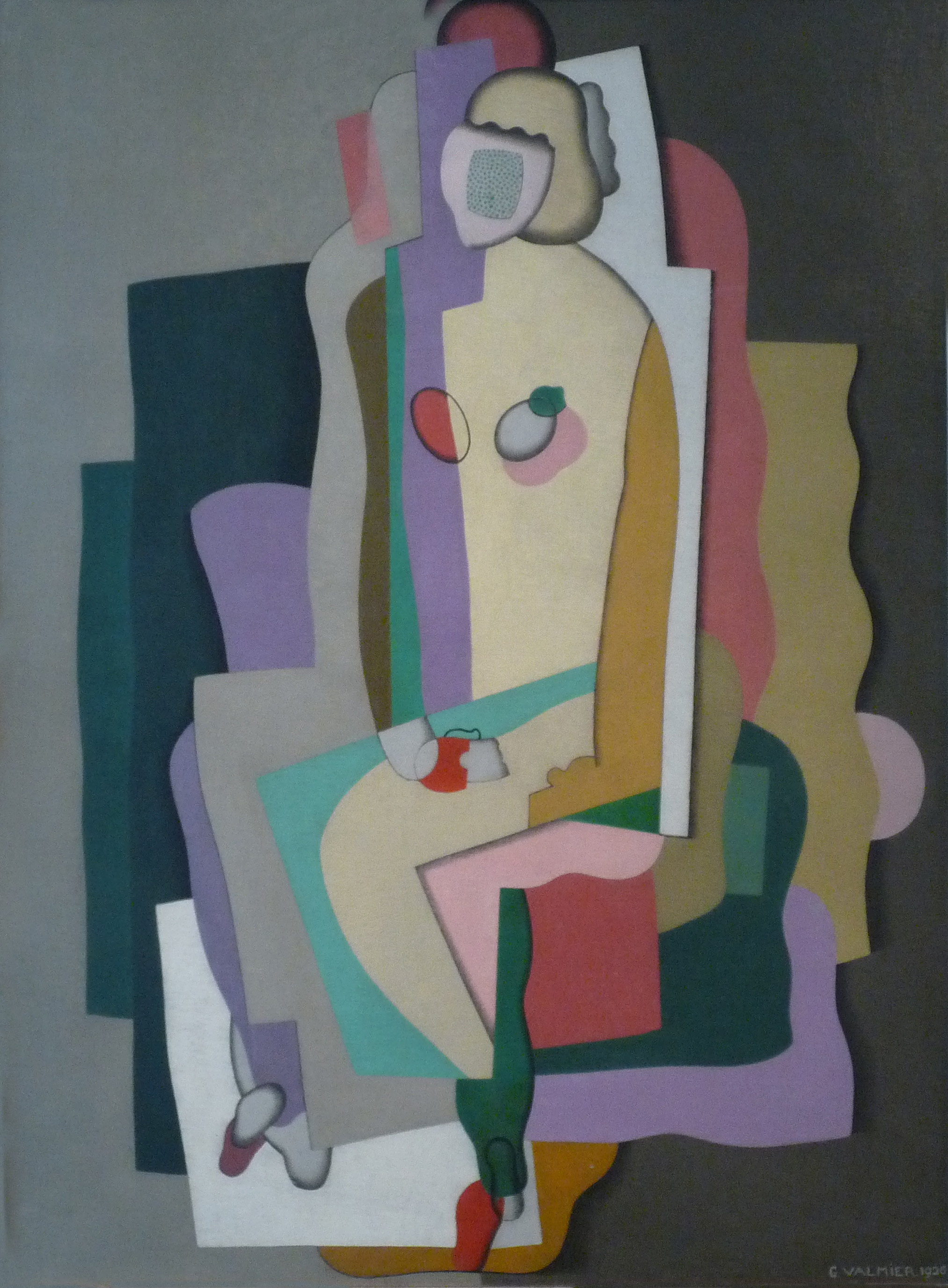
Composition, 1926, Musée des beaux-arts de Nancy
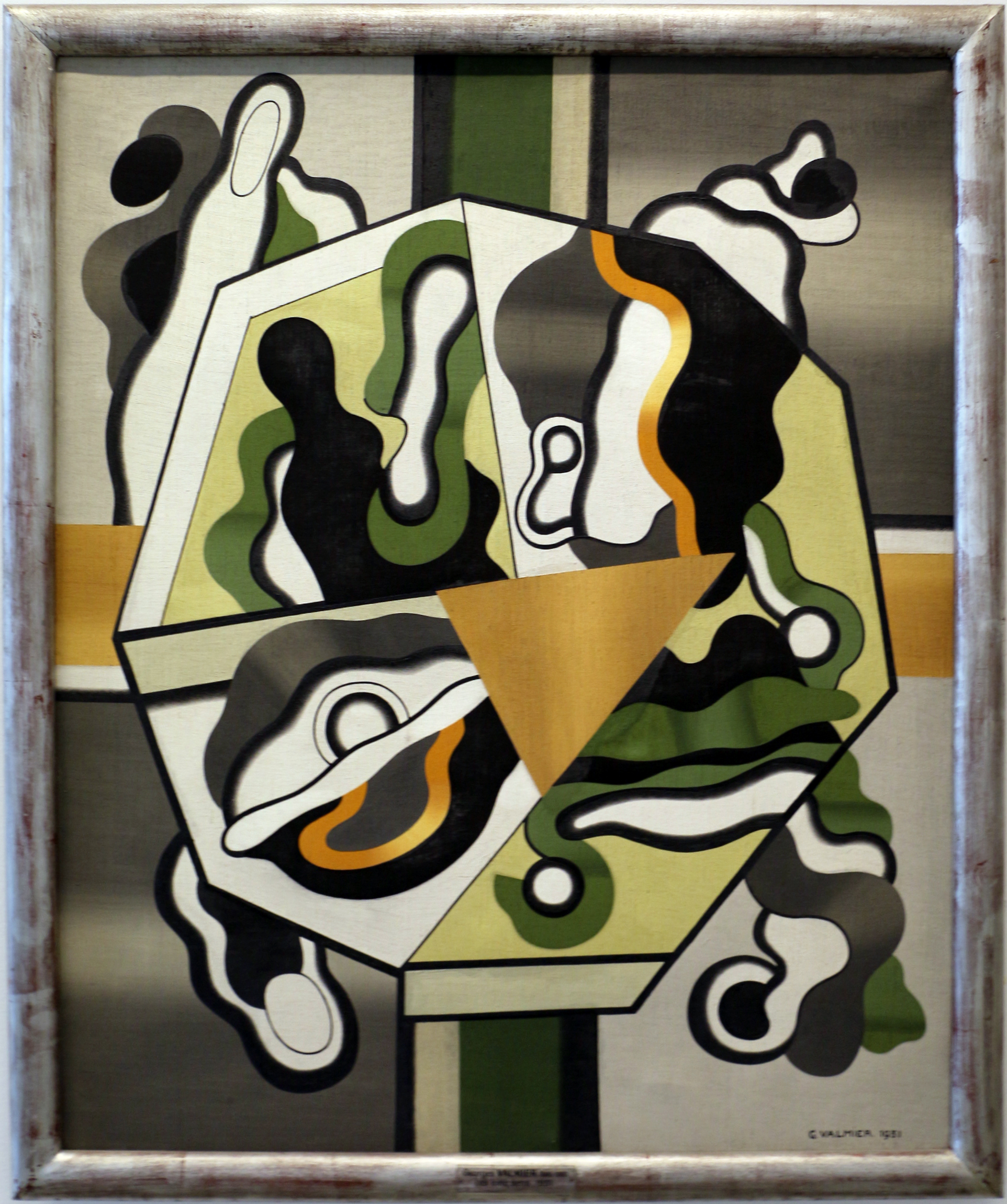
Georges valmier, Les cinq sens, 1931
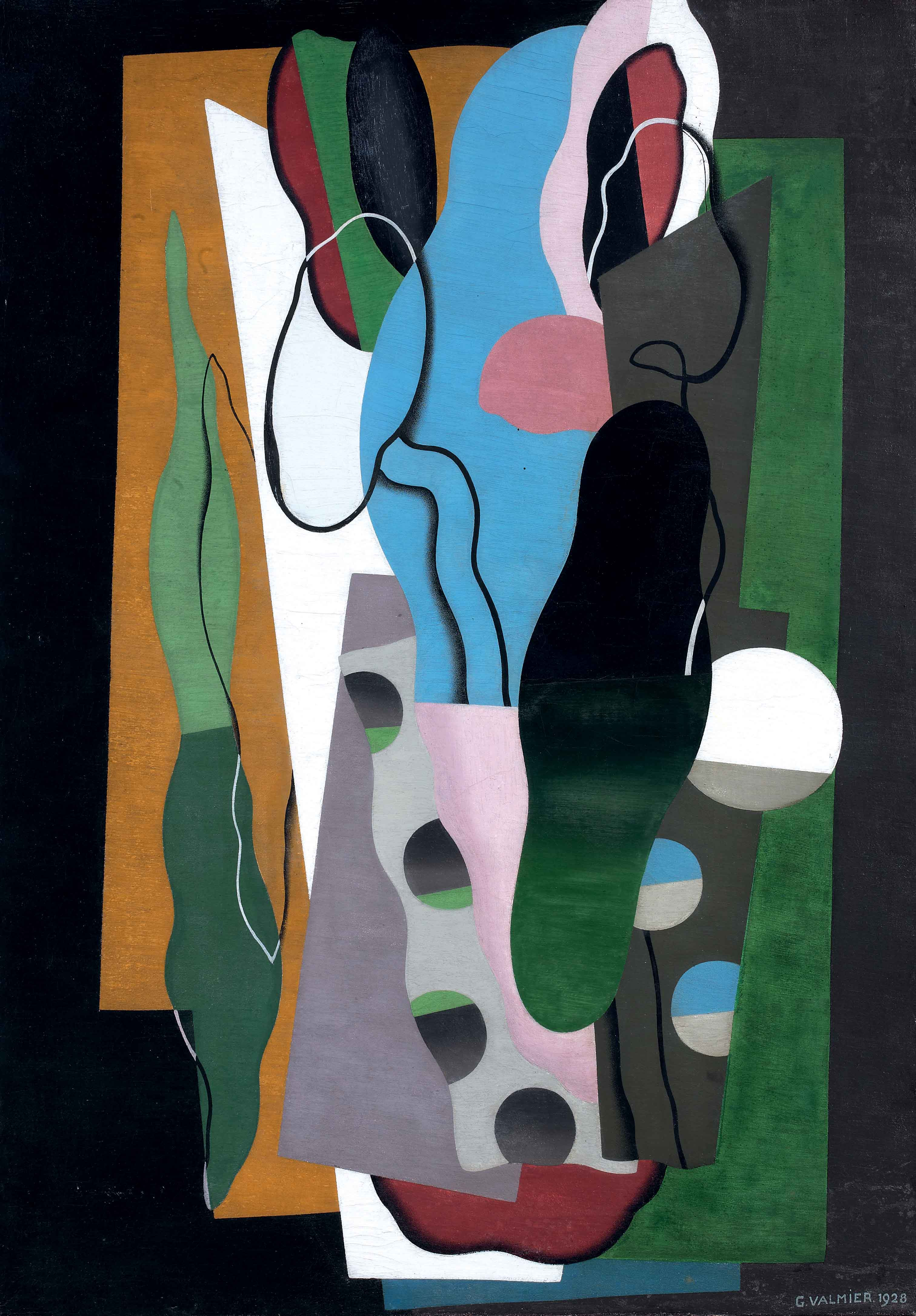
Les Tulipes, 1928
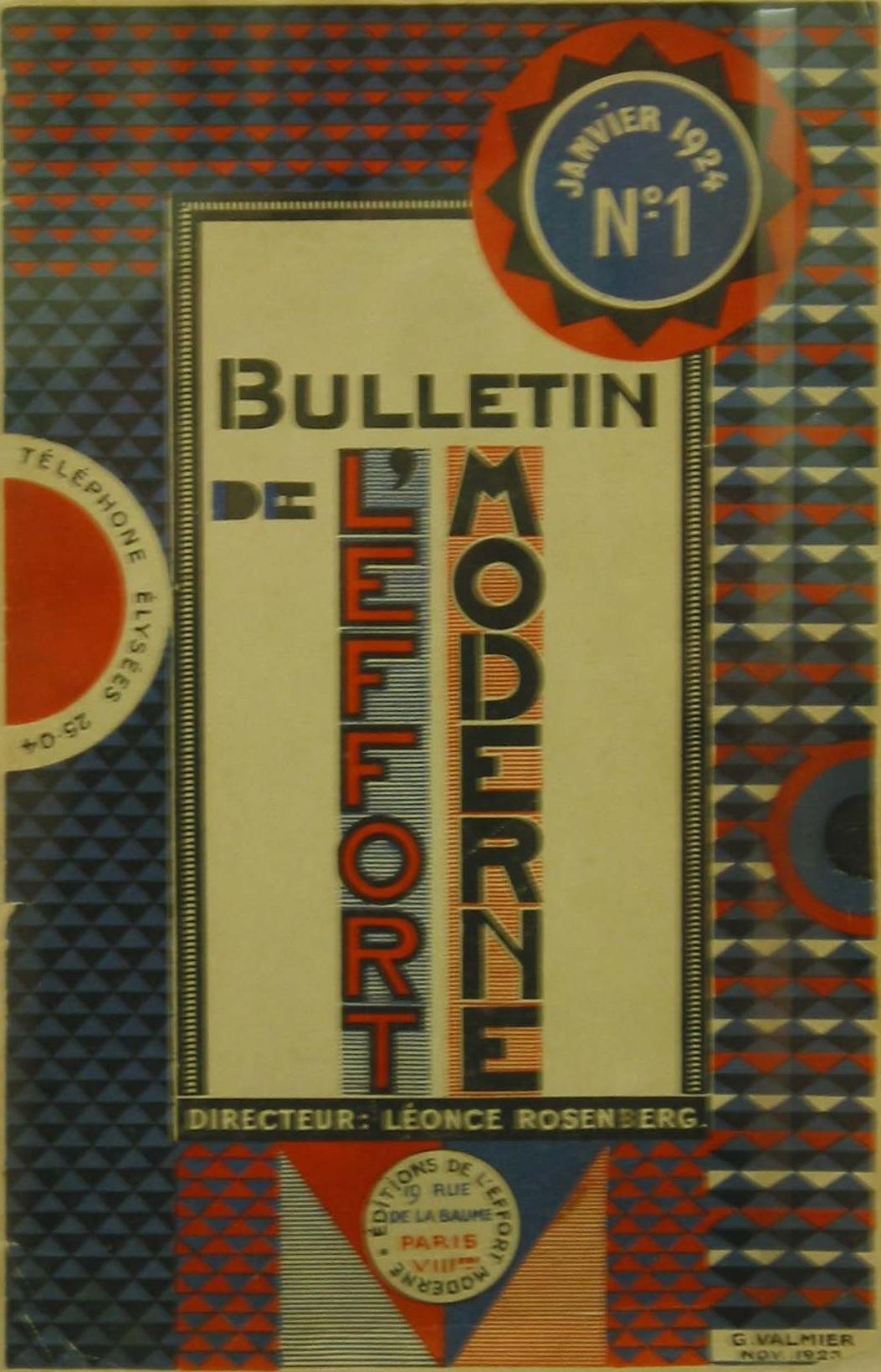
Bulletin de l'Effort Moderne, no  1, janvier 1924

## Citations
- " Les Impressionnistes ont nettoyé les yeux, mais il faut aussi nettoyer le cœur et l'esprit". (dans le Bulletin de l'Effort Moderne, 1923).
- " L'invisible est le contraire du néant, puisqu'il est l'essence et l'esprit de la vie même ; pourquoi ne peindrait-on pas de l'invisible d'après nature " dans Abstraction création, 1933.

## Expositions récentes
- Galerie Zlotowski; Paris, avril à juin 2006
- Galerie Melki ; Paris, 1973

## Musées

### Œuvres de Valmier
- Paris, musée national d'Art moderne - Centre national d'art et de culture Georges-Pompidou
- Album no 1, vers 1925, Musée national des beaux-arts du Québec[2]
- Composition,1926
- Projets de décors de théâtre
- Projets de costumes de théâtre
- Cholet, Musée d'art et d'histoire
- Évreux, Musée d'art, histoire et archéologie
- Mouvements synchronisés 1936
- Paris, musée d'art moderne de la Ville de Paris
- La Fillette au piano 1920
- Le Marin 1929
- Pontoise, Musée Tavet-Delacour